# Rudi (ime)
Rudi je moško osebno ime.

## Izvor imena
Ime Rudi je različica moškega osebnega imena Rudolf.

## Pogostost imena
Po podatkih Statističnega urada Republike Slovenije je bilo na dan 31. decembra 2007 v Sloveniji število moških oseb z imenom Rudi: 733. Med vsemi moškimi imeni pa je ime Rudi po pogostosti uporabe uvrščeno na 190. mesto.

## Osebni praznik
V koledarju je ime Rudi zapisano skupaj z imenom Rudolf.